# Steam Controller
Steam Controller是威尔乌为运行Steam的Microsoft Windows、OS X、Linux或SteamOS平台个人电脑开发的手柄。该手柄同时为手柄游戏和传统的键鼠游戏开发。

## 特色

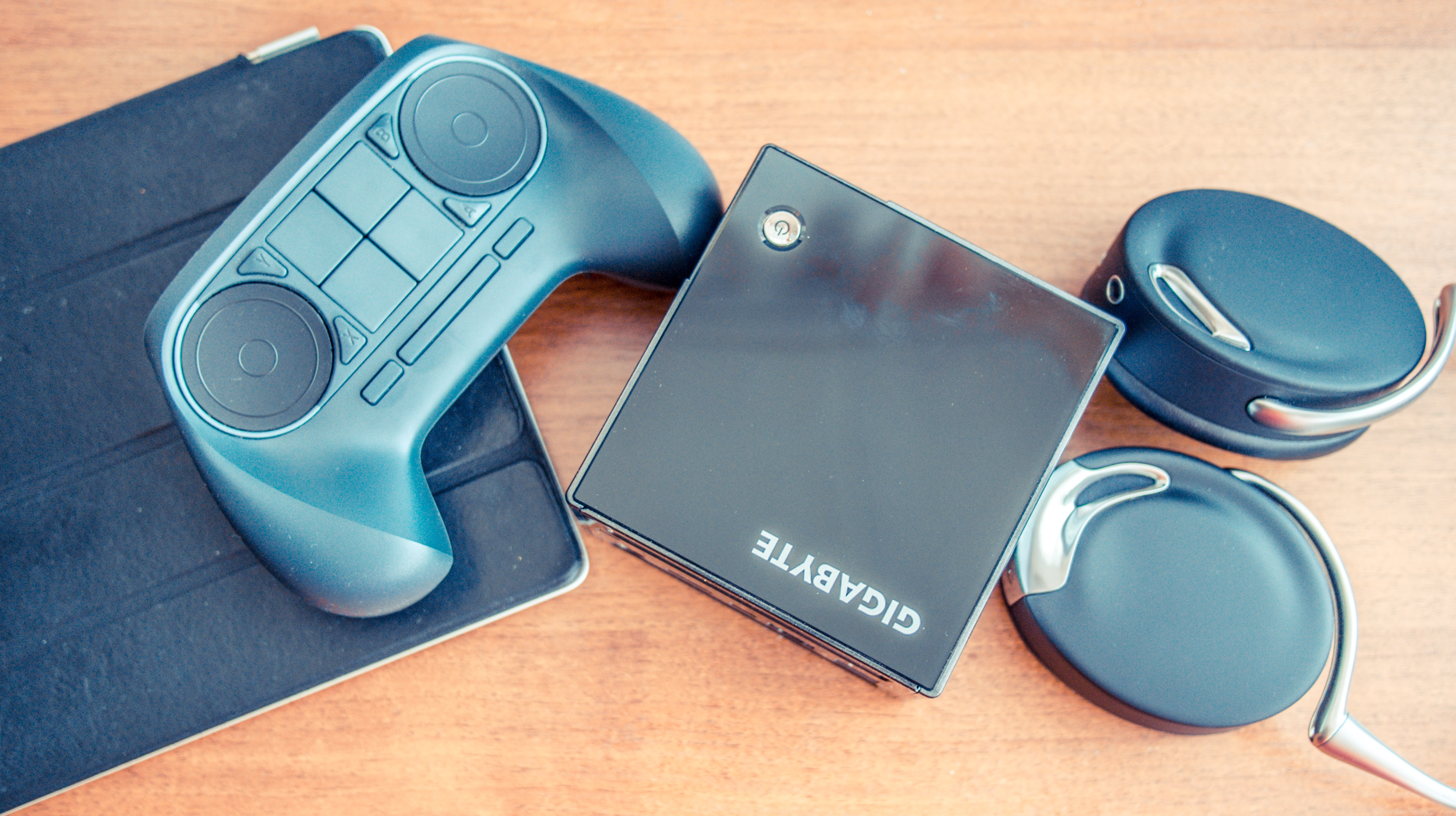
Steam controller的早期设计

Steam Controller设有两块高解析度可点击触控板（取代了现代主机手柄上的传统摇杆）和包括脸部、肩膀和反握按钮在内的十六个按钮。触控板可实现触感反馈效果，在应对游戏中的事件时，玩家会收到触觉反馈。《连线》杂志记者克里斯·科勒（Chris Kohler）在威尔乌的新闻发布会上用手柄试玩《文明V》，指出他移动光标用的是触控板，内部的电磁铁会产生音频和触觉反馈，好像在用轨迹球。尽管控制器为Steam Machine量身打造，但也适用于装有Steam的个人电脑。内置陀螺仪侦测手柄的相对位置。
手柄专为Steam的大画面（Big Picture）模式作优化。该模式允许玩家在按钮/触控板映射等游戏前基础中检测专为手柄各项功能打造的详细选项，同时还能共享其他用户的手柄按键设定。Steamworks应用程序接口为开发者在大画面模式下向手柄提供更详细的设定大开方便之门。除了大画面模式，手柄也可以像标准的双摇杆手柄一样工作，虽然威尔乌计划更新Steam，允许保留之前的大画面模式游戏前设定。

## 开发
手柄最初的设计中，中间有个触摸屏。触摸屏功能类似于触摸板，玩家能在上面执行手柄一般不能实现的动作，直接操控Steam或SteamOS，触摸屏显示在玩家屏幕上，操纵游戏之余不会转移对屏幕的注意力。然而，2014年1月的Steam Dev Days活动上，威尔乌透露已经放弃触摸屏概念，代之以更兼容目前游戏的面按钮。
威尔乌反复打磨手柄，为了能模拟键盘和鼠标控制，采用3D打印制作的原型机测试人体工程学。设计早期版本内嵌轨迹球，模拟鼠标功能，但最终代以触控板，更凸显为开发者量身打造的功能性，如触摸板追踪手指运动，模拟轨迹球运动。触摸板和手柄设计尽可能减少玩家握持模块时手指的接触面积。有别于目前开放第三方硬件卖方制造Steam Machines的计划，威尔乌计划手柄保留独家制造商。威尔乌的格雷格·康梅尔（Greg Coomer）表示该决定有助于手柄实现最佳效能，指出威尔乌对于设备的看法，认为将手柄的加工设计外包出去在将来是有可能的，手柄的终结某种程度上使第三方从我们这拿走创意或参考设计，手柄面市变得足够迅速。”威尔乌澄清，他们会向第三方手柄公开说明书，便于开发。到2015年12月，威尔乌和伟创力在伊利诺伊州布法罗市的机器组装线合作组装机器。有意思的是，机器标上了《传送门》系列游戏虚构公司光圈科技的牌子。
威尔乌给手柄推出了更加定制化和功能性的更新。根据上市后的大众反馈信息，威尔乌增加了手柄功能的改善，包括利用内置陀螺仪实现的运动和目标控制设计、触发动作使光标运动限制在特定UI区域（如操作游戏的小地图）的能力、模仿键鼠游戏热键的16个快捷弹出指令、云端保存手柄键位设定、支持用Steam Overlay游玩的非Steam游戏。多项更新于2016年6月登场。其中一项能让用户利用手柄创建动作，在飞行时使用两套或以上的键位设定。该更新也实现了自定义虚拟现实游戏的体感控制。2016年6月，第二个更新发布，新增“激活器”（Activators）按钮，依照按钮的不同类型输入作出不同的响应，分辨出单击、长按和双击。例如，按压一次激活器便能模拟按钮的长按，一般用在众多第一人称或第三人称射击游戏的蹲伏动作。
威尔乌计划提供类似的手柄自定义功能和用户界面给其他与Steam兼容的手柄。首项相关的Steam软件更新对象为索尼的DualShock 4手柄，于2016年12月发布，而兼容Xbox One等其他手柄的测试版支持则于2017年1月发放。尽管玩家可以透过更改操作系统的基础功能使用其他手柄，Steam的支援允许玩家利用类似Steam Controller所用的界面，去自行设定兼容的手柄。此外，Steam Controller手柄界面能夠在玩家使用的手柄与游戏之间进行信号传译，使开发商不需要侦测特定的手柄或开发专用界面。

## 上市和评价
2015年11月，Steam Controller连同Steam Machines公开发售。销量到2016年6月突破50万部，并于10月接近百万。
2016年3月23日，威尔乌宣布为Steam Controller发布计算机辅助设计的陀螺仪。陀螺仪将在创作共用许可下发布。
2019年因銷售不佳，玩家對Steam Controller操作體驗呈現不滿意等因素，威尔乌宣布其停產